# USS LST-894
O USS LST-894 foi um navio de guerra norte-americano da classe LST que operou durante a Segunda Guerra Mundial.